# Aburrá
Aburrae (Avurrá) je indijansko pleme jezične porodice Chibchan srodno grupama Jamundies, Liles,  Timbas, Yamesies i Yolo.  Aburrá su u 16. stoljeću nastanjeni u blizini današnjeg Medellína u Kolumbiji, između rijeka Magdalena i Cauca, provincija Antioquia. 
Dolina Valle de Aburrá u kojoj su oni živjeli naseljena je najmanje 10.000 godina. Otkrio ju je Jorge Robledo koji je 1541. živio u obližnjem gradu Heliconia, te je poslao Jeronima Luisa Tejela (Jeronimo Luis Tejelo) da je istraži. Dolina je po tadašnjoj procjeni imala oko 3.000 stanovnika, a domoroci su se zvali Aburra. Njihova ratobornost i nedostatak zlata, obeshrabrili su Španjolce da se u njoj nasele sve do 1574. Prema izvještajima Aburre su bili obrađivači tla koji su sadili kukuruz, crveni grah i pamuk, izrađivali tekstil i uzgajali malene zečeve, zamorce i pse.
S plemenima Nutabe, Urezo, Tahamí i Yamicí kulturno su najsrodniji i pripadaju istom kulturnom području. To su plemena koja su živjela u velikim kućama, gradili široke ulici. Aburre osim toga imali i akvadukte za vodu i koristili sol u prehrani.
Godine 1616., Francisco Herrera y Campuzano osnovat će na mjestu današnjeg grada Medellína naselje San Lorenzo de Aburrá ("Poblado de San Lorenzo"). Indijanci što su tamo živjeli uskoro su nestali.